# Armesünderkreuz

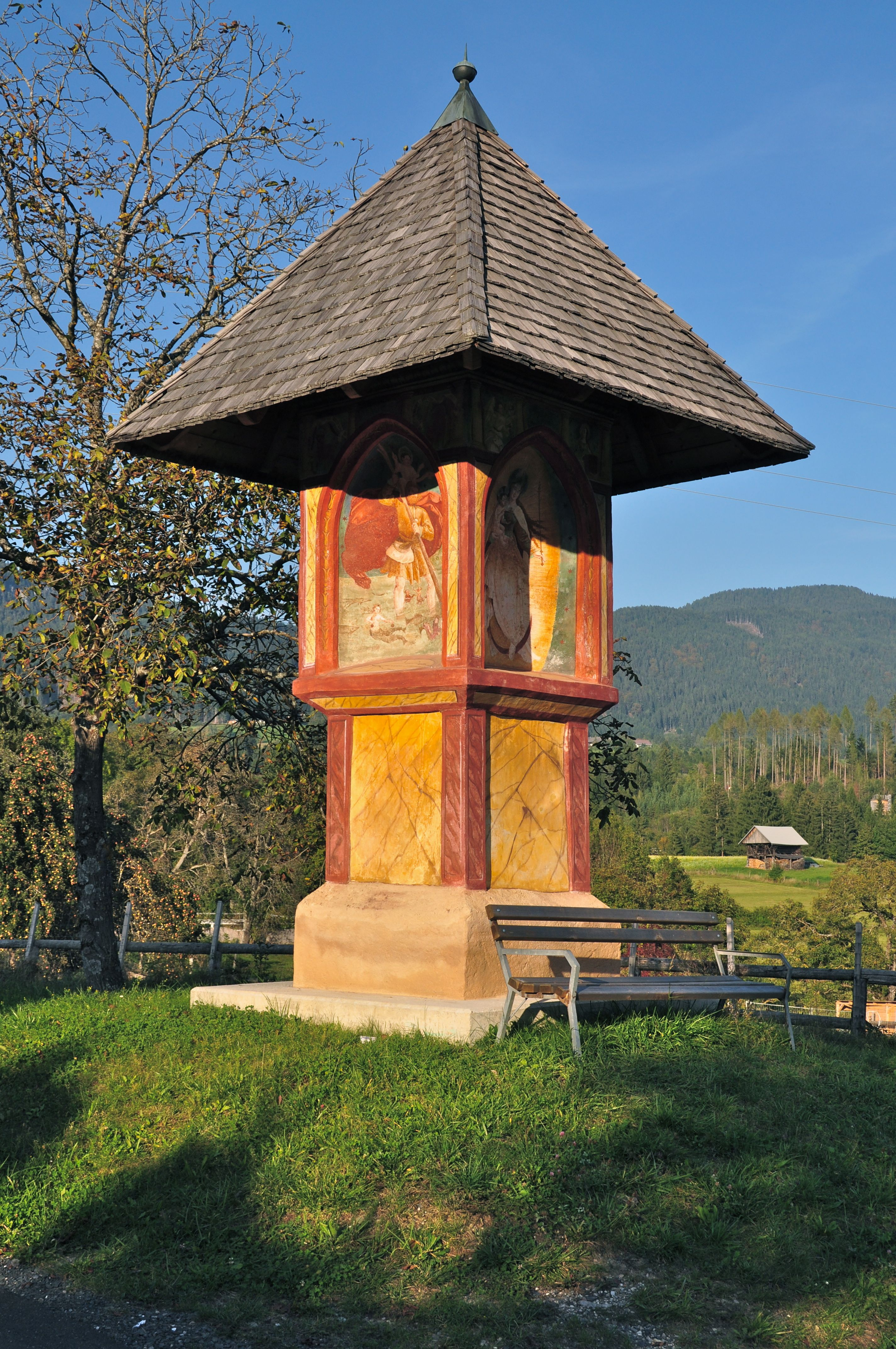
Armesünderkreuz in Sankt Stefan im Gailtal

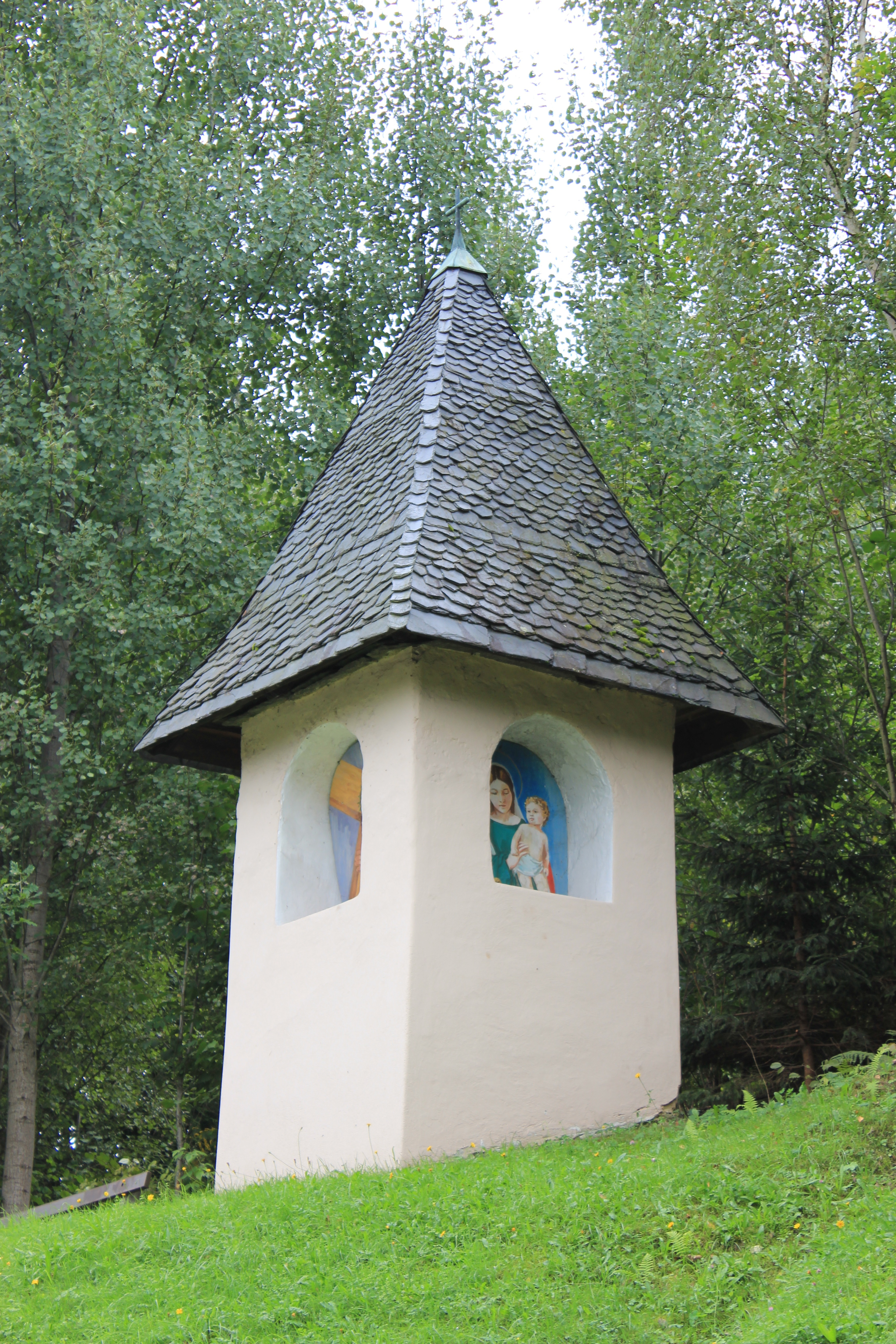
Armesünderkreuz in Sankt Veit an der Glan

Ein Armesünderkreuz oder Arm-Sünder-Kreuz, umgangssprachlich auch „Galgenkreuz“ genannt, ist ein Kleindenkmal am Weg zu einer früheren Richtstätte. Es handelt sich dabei entweder um ein Flurkreuz oder einen Bildstock. Oftmals ist es nur aufgrund der nahegelegenen historischen Richtstätte als Armesünderkreuz identifizierbar. Es wurden ihm daher mitunter auch andere Funktionen zugeschrieben, zum Beispiel die eines Sühnekreuzes.
Mitunter wird der Begriff Armesünderkreuz auch für Vortragekreuze gebraucht, die dem Verurteilten vorangetragen wurden, oder aber für Kreuze, die in der Zelle eines Verurteilten kurz vor der Hinrichtung aufgestellt wurden. Außerdem werden in der Kreuzestypologie mitunter das Antonius- bzw. Taukreuz und in der Kunstgeschichte die Darstellung eines Galgens, an dem Christus hängt, als Galgenkreuz bezeichnet.
Am Armesünderkreuz einer Hinrichtungsstätte wurde der Delinquent angehalten, Reue zu zeigen, indem er niederkniete und betete. Der Priester, der den Delinquenten zur Hinrichtung begleitete, betete an dieser Stelle für den Verurteilten und nahm ihm auf Wunsch die Beichte ab. Die Angehörigen durften den Todeskandidaten bis zum Kreuz begleiten.
Gut dokumentierte und denkmalgeschützte Armesünder- oder Galgenkreuze stehen zum Beispiel in Dreis oder Oberweis. Die Armesünderkreuze in Sankt Stefan im Gailtal, in Kautzen oder in St. Veit an der Glan stehen in der Denkmalliste Österreichs.
Das sogenannte Galgenkreuz vom Wienerwald wurde hingegen als Erinnerung daran aufgestellt, dass hier der Sage nach durch ein Gottesurteil die Hinrichtung eines Unschuldigen abgewendet worden sein soll.